# Marcana
Marcana, Mercana o Mercan (in croato: Mrkan) è il maggiore degli scogli Pettini. Si trova lungo la costa dalmata meridionale, nel mare Adriatico, vicino al porto di Ragusa Vecchia (Cavtat). Amministrativamente, appartiene al comune di Canali, nella regione raguseo-narentana, in Croazia.

## Geografia
Marcana si trova a sud della valle di Breno (Župski zaljev), a sud-ovest del porto di Ragusa Vecchia, e a circa 1,25 km da punta Santo Stefano (rt Sustjepan).
Di forma allungata, la sua lunghezza è di circa 3,3 km, ha una superficie di 0,196 km², le coste sono lunghe 3,26 km e l'altezza massima è di 65,3 m s.l.m..
Il piccolo scoglio Markanac, lungo e stretto con un'area di 2523 m², si trova a sud-est della sua punta meridionale, a 150 m di distanza.

### Isole adiacenti
- Bobara (Bobara), a nord-ovest.
- Scoglio Sustiepan (hrid Sustiepan), a sud di punta Santo Stefano[10] (rt Sustiepan), vicino alla costa del piccolo promontorio e circa 1 km a nord-est di Marcana; ha un'area di 1452 m²[1] 42°34′45″N 18°12′37″E.
- scoglio San Pietro (Supetar), a nord.

## Storia
L'isola fu sede, dal 1377, del primo lazzaretto della Repubblica di Ragusa, che fu spostato a Bobara nel 1482, rimangono visibili circa 100 m di un muro del XV sec.
Sull'isola è presente un'antica chiesa romanica dedicata a San Michele, fondata come abbazia benedettina nel 1284, un tempo cattedrale della piccola diocesi di Marcana, il cui titolo è oggi annesso alla diocesi di Trebigne e Marcana.

### Cartografia
- (HR) Mappa topografica della Croazia 1:25000, su preglednik.arkod.hr. URL consultato il 27 febbraio 2017.
- G. Giani, Carta prospettiva delle Comuni censuarie della Dalmazia, foglio 11, 1839. Fondo Miscellanea cartografica catastale, Archivio di Stato di Trieste.
- Carta di cabottaggio del mare Adriatico, foglio XIII, Milano, Istituto geografico militare, 1822-1824. URL consultato il 17 febbraio 2017 (archiviato dall'url originale il 13 aprile 2013).